# Zębaczowate
Zębaczowate (Anarhichadidae) – rodzina morskich ryb okoniokształtnych.

## Zasięg występowania
Północny Pacyfik i północny Atlantyk.

## Cechy charakterystyczne
- ciało wydłużone, mocno bocznie spłaszczone
- długa płetwa grzbietowa rozpoczyna się tuż za głową
- płetwy piersiowe duże, zaokrąglone
- brak płetw brzusznych
- brak pęcherza pławnego
- dorastają do 2,5 m

## Klasyfikacja
Rodzaje zaliczane do tej rodziny:
- Anarhichas
  - Zębacz czarny (zębik) Anarhichas denticulatus
  - Zębacz pasiasty (Z. pospolity) Anarhichas lupus
  - Zębacz plamisty (Z. pstry) Anarhichas minor
  - Zębacz wschodni Anarhichas orientalis
- Anarrhichthys
  - Zębacz długi Anarrhichthys ocellatus

## Znaczenie gospodarcze
Zębacze są poławiane ze względu na smaczne mięso zawierające 2-6% tłuszczu i 12-18% białka.